# Trikolon
Trikolon eller tretal är en stilfigur inom elocutio i retorikens partesmodell. 
Den känns igen genom en mening som har tre tydliga parallella ord, fraser eller satser. Det handlar om att utforma sin tanke i tre led. Siffran tre är viktig för retoriken och för skrivkonst i allmänhet. Saker och ord som kommer i tre är något som känns effektivt för oss människor, något vi finner humor i och något vi lägger på minnet. Den latinska frasen "omne trium perfectum" (allting som kommer i tre är perfekt eller varje uppsättning av tre är perfekt) uttrycker samma idé som regeln om tre "rule of three" som också väldigt passande, använder tre ord.
Trikolon används som en progression där spänning skapas, byggs upp och når sin kulmen. Den används också för att förtydliga, understryka och markera en tanke eller idé.
"It takes the magic number three". Många historier och filmer är strukturerade i tre. Kända exempel är: Tre små grisar, Guldlock och de tre björnarna, samt De tre bockarna Bruse.

## Historia
Trikolon kommer ursprungligen ur en annan stilfigur som heter kolon (membrum orationis) som innebär en kort och fullständig sats. Denna sats uttrycker inte hela tanken själv, utan följs i sin tur av ett annat kolon. En förklaring följer här: "Å ena sidan hjälpte du en fiende". Detta är ett fristående kolon. Detta kolon måste kompletteras med ytterligare ett: "å andra sidan skadade du en vän."  Den bästa och mest fulländade typen av kolon enligt författaren till Ad Herennium är den som består av tre kola (det vill säga ett trikolon) till exempel "Du hjälpte en fiende, du skadade en vän och du tänkte inte på ditt eget bästa."
Trikolon är en form av isocolon (conpar) som består av flera kola med ungefär samma antal stavelser. Stavelseantalet ska motsvara varandra och är en upprepning av ett grammatiskt mönster. Ett isocolon har ofta en stark och rytmisk effekt som skapar en känsla av upphöjdhet och allvar. I strikt bemärkelse ska isocolon inte bara upprepa det grammatiska mönstret utan även upprepa stavelsemönstret. Därifrån kan man urskilja olika former av isocolon beroende på hur många liknande satser som upprepas och där är termen trikolon den vanliga trefaldiga upprepningen.

### Oxford English Dictionary
Trikolon citerades första gången 1706:
Trikolon, … en strof, eller en notlinje med tre verser.

## Klassificering
Trikolon tillsammans med isocolon och kolon tillhör parallellismgruppen som gör att den överskrider flera kategorigränser och därmed blir den lite svårare att beskriva kategoriskt. Parallellism är en samlingsterm för upprepningar överlag och den fyller många funktioner. Andra parallellismer är: allitteration, rim, assonans, anafor, pleonasm och hopning bland annat. Man kan säga att trikolon tillhör upprepningsfigurerna som är en av huvudtroperna enligt Hellspong, den skapas genom att man tillägger något. Den kan också ses som en annan huvudtrop; stegringsfigurer, då den ibland stegrar mot ett klimax.
Trikolon är en satsfigur (för grammatiska mönster) då den upprepar ett grammatiskt och stavelsemässigt mönster i minst två följande meningar eller satser därför grupperas den också in som en rytmfigur tillsammans med rim, ordlekar och asyndeton.
En trikolon som omfattar delar vilka ökar i storlek, omfattning, intensitet samt ordlängd kallas en tricolon crescens eller en stegrande trikolon. Om trikolonen omfattar delar som minskar i storlek, omfattning,  intensitet samt ordlängd kallas den för en tricolon diminuens, eller en fallande trikolon.

## Etymologi
Från grekiskans tri, Tre + kolon, sats.

## Exempel
- "Veni, vidi, vici" (Julius Caesar) ’’jag kom; jag såg; jag segrade’’.
- "Det talas om nya moderater. Och gamla moderater. Problemet är att de är moderater!" (Mona Sahlin)
- "I require three things in a man. He must be handsome, ruthless, and stupid." (Dorothy Parker)
- "You are talking to a man who has laughed in the face of death, sneered at doom, and chuckled at catastrophe." (Trolkarlen i The Wizard of Oz, 1939)
- "Tell me and I forget. Teach me and I remember. Involve me and I learn." (tillskrivet Benjamin Franklin)
- "Nyckeln till Springfield har alltid varit Elm Street. Grekerna visste det. Karthagerna visste det. Nu vet du det." (Herman, Bart the General ’’The Simpsons’’)
- "I think we've all arrived at a very special place. Spiritually, ecumenically, grammatically." (Jack Sparrow, ‘’Pirates of the Caribbean’’)
- "But, in a larger sense, we cannot dedicate, we cannot consecrate, we cannot hallow, this ground." (Abraham Lincoln)
- "We here highly resolve that these dead shall not have died in vain, that this nation, under God, shall have a new birth of freedom, and that government of the people, by the people, for the people, shall not perish from the earth.” (Abraham Lincoln)
- "With malice toward none, with charity for all, with firmness in the right as God gives us to see the right, let us strive on to finish the work we are in, to bind up the nation's wounds, to care for him who shall have borne the battle and for his widow and his orphan, to do all which may achieve and cherish a just and lasting peace among ourselves and with all nations." (Abraham Lincoln, 1865)
- "This great Nation will endure as it has endured, will revive and will prosper. So, first of all, let me assert my firm belief that the only thing we have to fear is fear itself - nameless, unreasoning, unjustified terror which paralyzes needed efforts to convert retreat into advance." (Franklin D. Roosevelt, First Inaugural Address)
- Det trikoloniska skämtet

Tre irländare är strandsatta på en ö. Plötsligt visar sig en fe och erbjuder sig att ge alla dem en önskan. Den första ber om att bli intelligent. Omedelbart, förvandlas han till en skotte och simmar ifrån ön. Nästa ber om att bli intelligentare än den tidigare. Så, han förvandlas direkt till en walesare. Han bygger en båt och seglar ifrån ön. Den tredje irländaren ber om att bli intelligentare än de föregående två. Fen förvandlar honom till en kvinna, och hon går över bron.